# Weidendammer Brücke
Die Weidendammer Brücke im Berliner Ortsteil Mitte überführt die Friedrichstraße über die Spree. Sie geht auf einen Ursprungsbau an gleicher Stelle aus dem 17. Jahrhundert zurück, die heutige Brücke markiert damit den drittältesten Brückenschlag im Bereich des alten Berliner Stadtzentrums. Die an einer zentralen Stelle der Stadt gelegene Brücke spielte auch mehrfach eine Rolle in der Literatur. Der heutige Brückenbau steht seit den 1970er Jahren unter Denkmalschutz.

## Baugeschichte

### 1685–1824
Die als hölzerne Zugbrücke erbaute Neustädtische Brücke wurde im Jahr 1685 auch Dorotheenstädtische Brücke oder Spandauische Brücke genannt. Sie führte die damalige Querstraße (die spätere Friedrichstraße) aus der Stadt Berlin über die Spree in die Spandauer Vorstadt und verband damit die beiden Ländereien der Kurfürstin Dorothea. Die Berliner Neustadt war nun auch gut von Norden her erreichbar und die beiden französischen Kolonien (der Hugenotten) besaßen damit eine direkte Verbindung. Bereits Anfang des 18. Jahrhunderts erhielt die Brücke den Namen Weidendammer Brücke nach dem nahe gelegenen mit Weiden bepflanzten Damm am Ufer der Spree.
In den ersten 200 Jahren ihrer Existenz musste die hölzerne Brücke häufig repariert und in Teilen erneuert werden, sodass mit der ersten Stadterweiterung zu Beginn des 19. Jahrhunderts ein Neubau geplant wurde.

### 1824–1895
Die bauliche Erschließung des Straßenbereichs nördlich dieser Brücke unter dem Namen Friedrich-Wilhelm-Stadt führte ab 1820 zur Errichtung der Marschallbrücke und der Ebertbrücke. Die Weidendammer Brücke war nun als leistungsstarke Verkehrsverbindung neu und aus dauerhafterem Material zu konzipieren. Die vom Oberbaurat August Adolph Günther geplante neue fünfbogige, eiserne Weidendammer Brücke wurde in den Jahren 1824 bis 1826 als eine der ersten gusseisernen Brücken in Mitteleuropa errichtet. Die Königlich-Preußische Eisengießerei im oberschlesischen Gleiwitz goss ihre Bauteile, die dann per Schiff nach Berlin transportiert wurden. Die Gesamtkosten für den Neuaufbau der Brücke beliefen sich auf rund 57.675 Taler, davon entfielen auf die Gießerei 30.000 und auf die Montage vor Ort 2000 Taler. Während sich zunächst Fußgänger und Pferdefuhrwerke die zehn Meter breite Brücke teilten, genügten im betriebsamen Berlin der Kaiserzeit weder die Fahrbahnbreite noch die Belastbarkeit der Brücke den gestiegenen Anforderungen. 1880 wurden auf beiden Außenseiten Fußgängerbahnen aus Holz und Stahlträgern angesetzt. In den 1890er Jahren sorgte kurzzeitig eine unmittelbar neben der eigentlichen Weidendammer Brücke errichtete Behelfsbrücke für die Spreequerung der Pferde-Straßenbahn. Ein Neubau war dringend erforderlich.

### Seit 1896
Der Architektenverein zu Berlin lobte 1892 einen Wettbewerb für Entwürfe zum Neubau der Weidendammer Brücke aus, das Preisgericht kürte den von Otto Stahn eingereichten Entwurf. Es handelte sich um eine dreifeldrige Deckbrücke mit Durchlaufträgern in Fachwerk-Konstruktion. Die Stützweiten wurden mit 16,3 Meter, 38,5 Meter und 15,5 Metern festgelegt. Die Brücke wurde mit 22,5 Metern Breite großzügiger angelegt, als es die damalige Breite der Friedrichstraße erforderte.
Die Bauarbeiten begannen 1894, als zunächst eine hölzerne Behelfsbrücke stromabwärts in das Flussbett gesetzt wurde. Die alte Brückenkonstruktion wurde im Frühjahr 1895 demontiert und in Einzelteilen weiterverkauft. 1896 wurde das neue Brückenbauwerk mit aufwändigen Schmuckelementen fertiggestellt und in Betrieb genommen.
Im Zusammenhang mit dem Tunnelbau der U-Bahn erfolgte 1914 eine Demontage des Stahlüberbaus, damit Pfeiler und Widerlager den neuen Erfordernissen angepasst werden konnten. Nach Materialprüfungen wurden für den Wiederaufbau einige Maßnahmen zur Verstärkung der Konstruktion ergriffen – auf historischen Abbildungen gut erkennbar ist vor allem der Ersatz der Stahlfachwerk-Träger durch Vollwand-Träger. Außerdem wurde die Brücke wegen des gewachsenen Verkehrsaufkommens verbreitert. Trotz dieser Eingriffe, die eigentlich einem Neubau gleichkamen, wurde die charakteristische Form der Brücke bewahrt. Durch den Ersten Weltkrieg und die Inflationsjahre dauerte der Wiederaufbau dann bis zum 19. Dezember 1923. Während der neunjährigen Bauzeit wurde der Verkehr über eine spreeabwärts befindliche Notbrücke umgeleitet, bei der es sich vermutlich um die vorherige Straßenbahn-Behelfsbrücke handelte. Diese wurde 1924 entfernt und einige Teile wiederum weiterverkauft.
In der Zeit von etwa 1932 bis 1959 trug die Brücke in amtlichen Kartenwerken die (eigentlich korrekte) Bezeichnung Weidendammbrücke, da sie nach dem Weidendamm und nicht nach einer Stadt namens Weidendamm benannt worden war.
Im Zweiten Weltkrieg blieb die Weidendammer Brücke von Sprengungen verschont, sodass sie ohne ernsthafte Schäden weiter benutzt werden konnte. 1974/1975 und 1985 ließ die Ost-Berliner Stadtverwaltung umfangreiche Reparaturarbeiten ausführen, wofür größere Elemente auch zeitweilig ausgebaut und in Werkstätten überarbeitet wurden.
Nach dem Mauerfall und der Bildung einer neuen Gesamtberliner Stadtverwaltung erfolgte 1992 bis 1994 eine umfangreiche Sanierung, bei der unter anderem mangelhafte Abdichtungen, Korrosions- und Fahrbahnschäden beseitigt wurden. Die Brücke war hierfür gesperrt und die Ebertbrücke wurde als Provisorium wiedererrichtet, um eine kurze Umfahrungsmöglichkeit zu bieten.

### Sonstiges
Am 19. April 2006 rammte ein polnisches Schubschiff die Weidendammer Brücke, weil der Kapitän die starke Strömung unterschätzt hatte. Personen kamen nicht zu Schaden, aber die Decksaufbauten des Schiffes wurden zerstört. Experten fanden an der Spreebrücke keine Schäden.

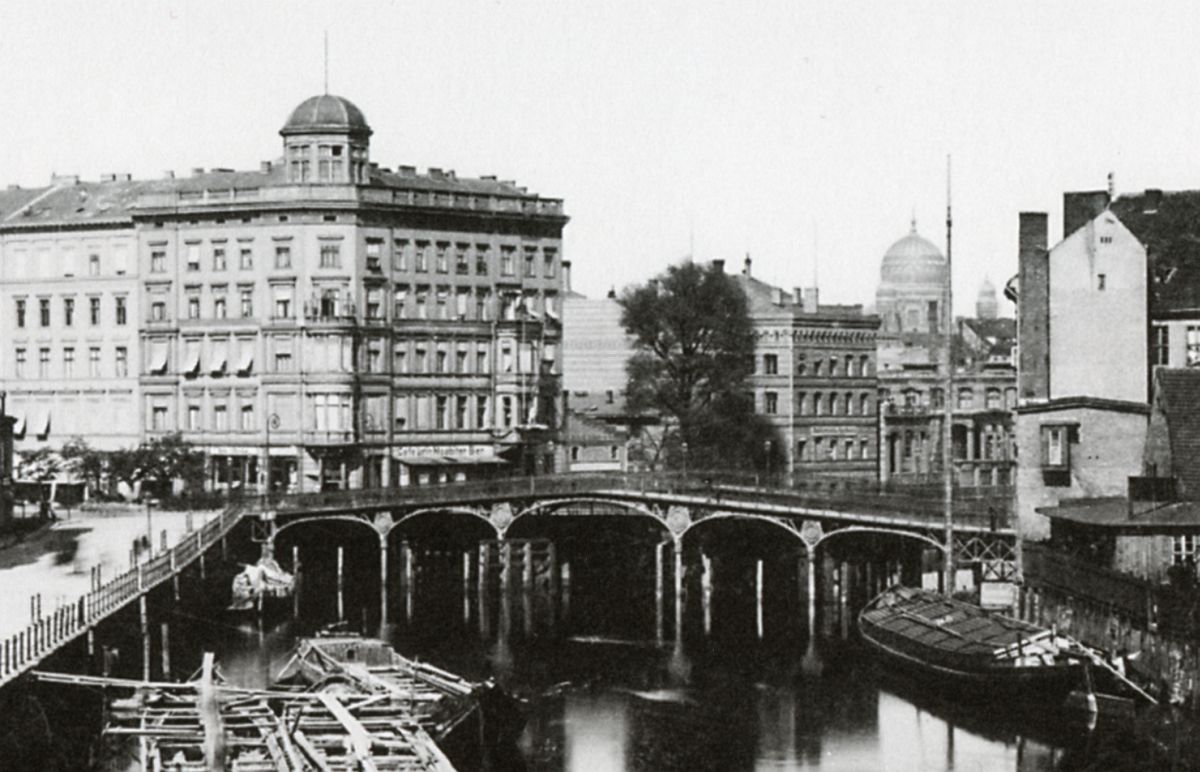
Brücke von 1824 auf einer Aufnahme von 1881. Im Hintergrund die Kuppel der Neuen Synagoge.
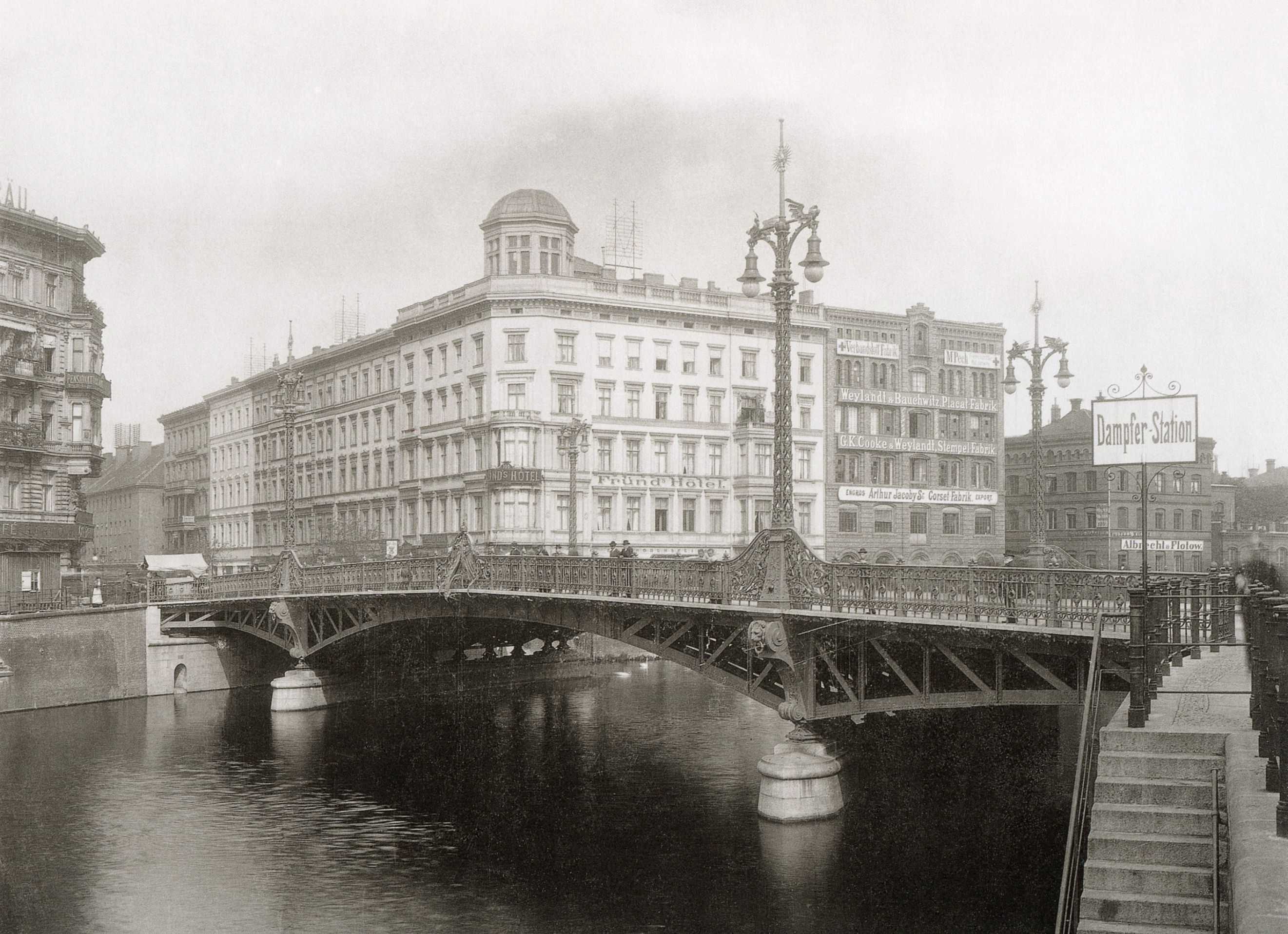
Ansicht der Brücke kurz nach Eröffnung, 1897
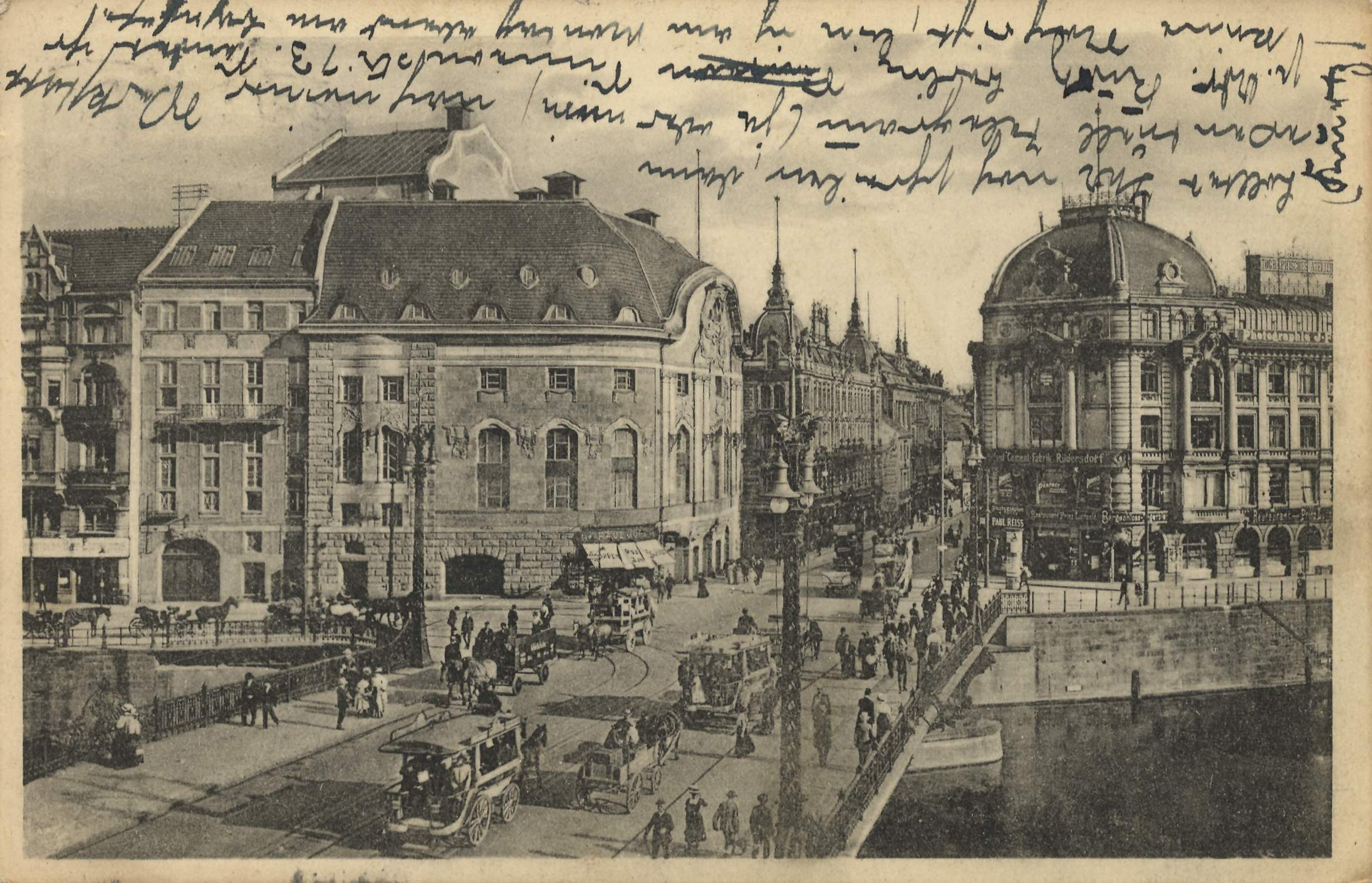
Blick über die Weidendammer Brücke auf die Komische Oper (Ansichtskarte, versandt 1912)
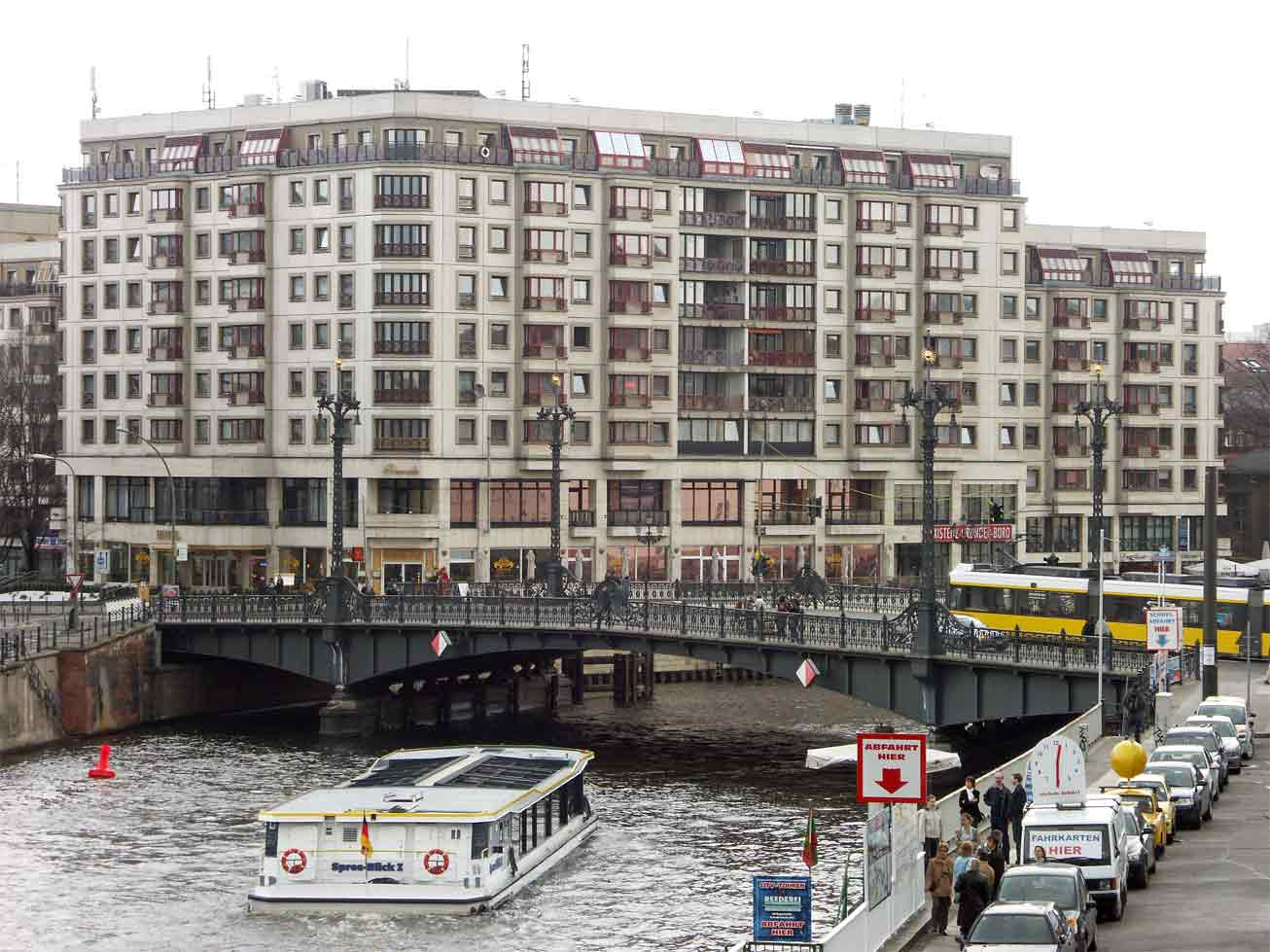
Blick spreeaufwärts auf die Weidendammer Brücke heute

## Brückenschmuck
Die 1894–1896 nach dem Entwurf von Otto Stahn ausgeführte Brücke erfüllte auch die bereits im Wettbewerb vorgegebene repräsentative Funktion:

„Ein dekorativ gestaltetes schmiedeeisernes Brückengeländer ist bestimmt, im Verein mit den Vorköpfen der Strompfeiler sich erhebenden ebenfalls aus Eisen geschmiedeten Kandelabern der Brücke die ihr mit Rücksicht auf ihre Örtlichkeit zukommende reichere architektonische Ausgestaltung zu verleihen.“

Sie trug Geländer aus schmiedeeisernen Ziergittern, die auf der Brückenmitte beidseitig kaiserliche Reichsadler zeigen. Über den Brückenpfeilern befanden sich Kandelaber in Form schlanker Gittermasten mit Fabelmasken und vergoldeten stilisierten Sonnen an der Spitze. Die Mastenpostamente waren mit Adlern geschmückt, die ihre Flügel ausbreiten. Anstelle des Vogelbauches befand sich eine Wappen-Kartusche, darunter die Inschrift ERBAUT 1895–1896. Am Geländer war ein vergoldeter Schriftzug Weidendammer Bruecke angebracht, in den Flächen Fabelköpfe, Fische und florale Ornamente. Die Schmuckelemente wurden hergestellt in den Gießereien und Kunstschmiedewerkstätten von Marcus Fabian, Eduard Puls, Ferd. Paul Krüger sowie H. Langer & Methling.
Nach dem Umbau in den 1920er Jahren konnten einige Dekorationselemente nicht wieder angebracht werden. Im Jahr 1972 nahm die damalige VEB Kunstschmiede Weißensee eine erste Sanierung des Brückenschmucks vor. Bei der Grundsanierung der gesamten Brücke nach 1990 wurden alle Teile nach historischen Vorlagen rekonstruiert. Die Arbeiten führte die Fittkau Metallbau und Kunstschmiede aus, die das Nachfolgeunternehmen der Kunstschmiede Weißensee ist.

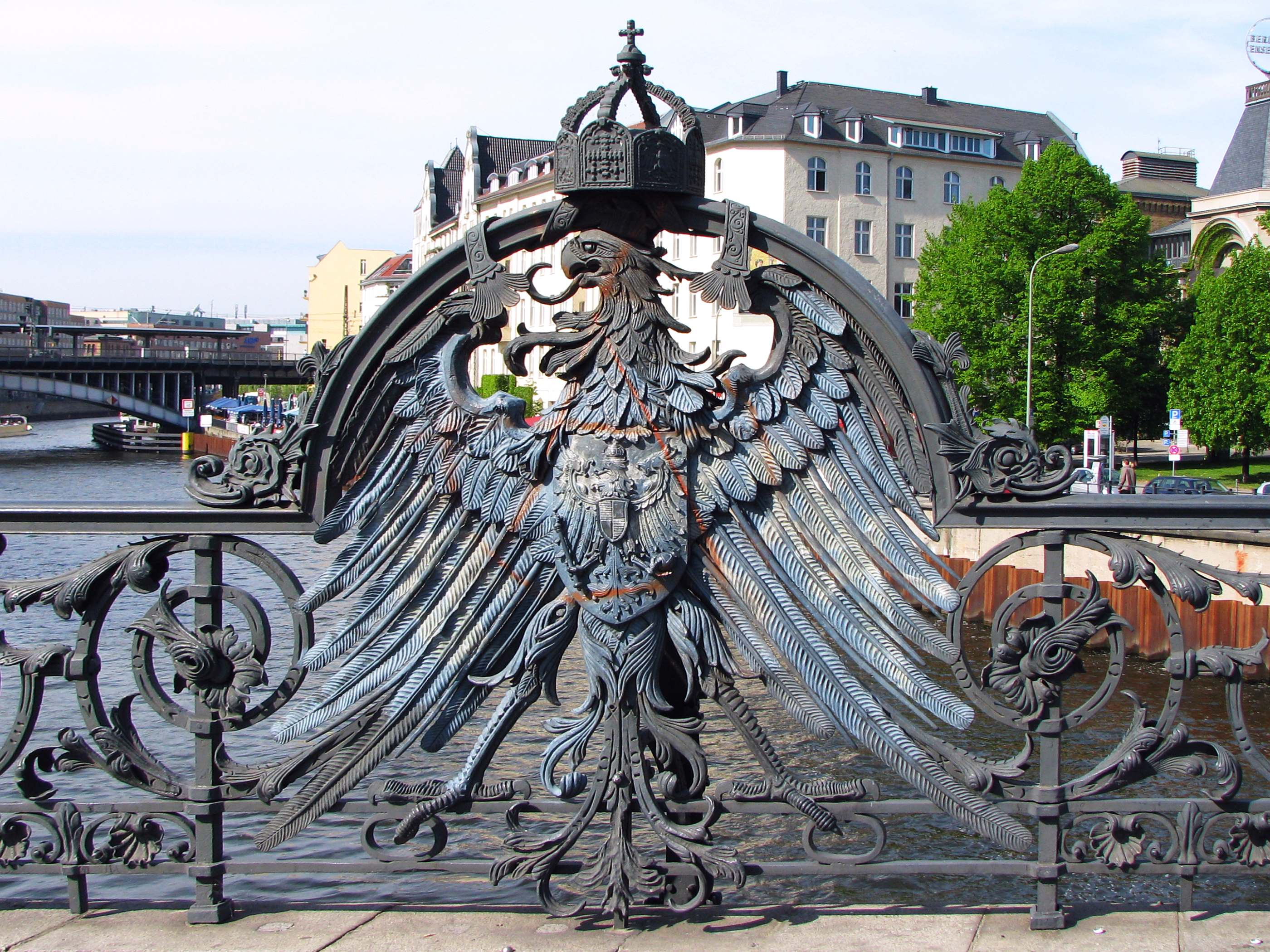
Stilisierter Reichsadler am Kunstschmiede-Geländer
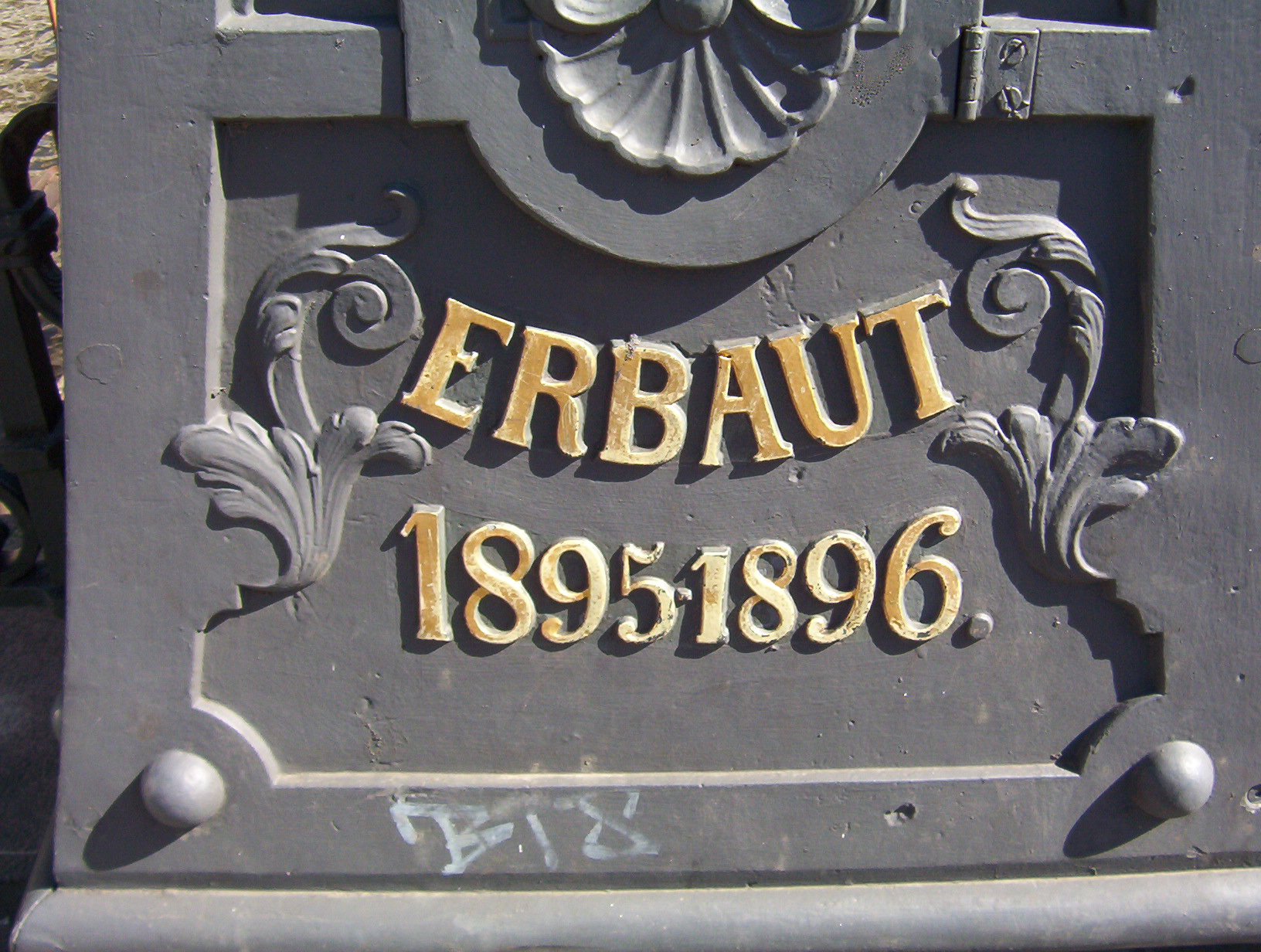
Vergoldete schmiedeeiserne Schriftzüge (Name und Bauzeit der Brücke)
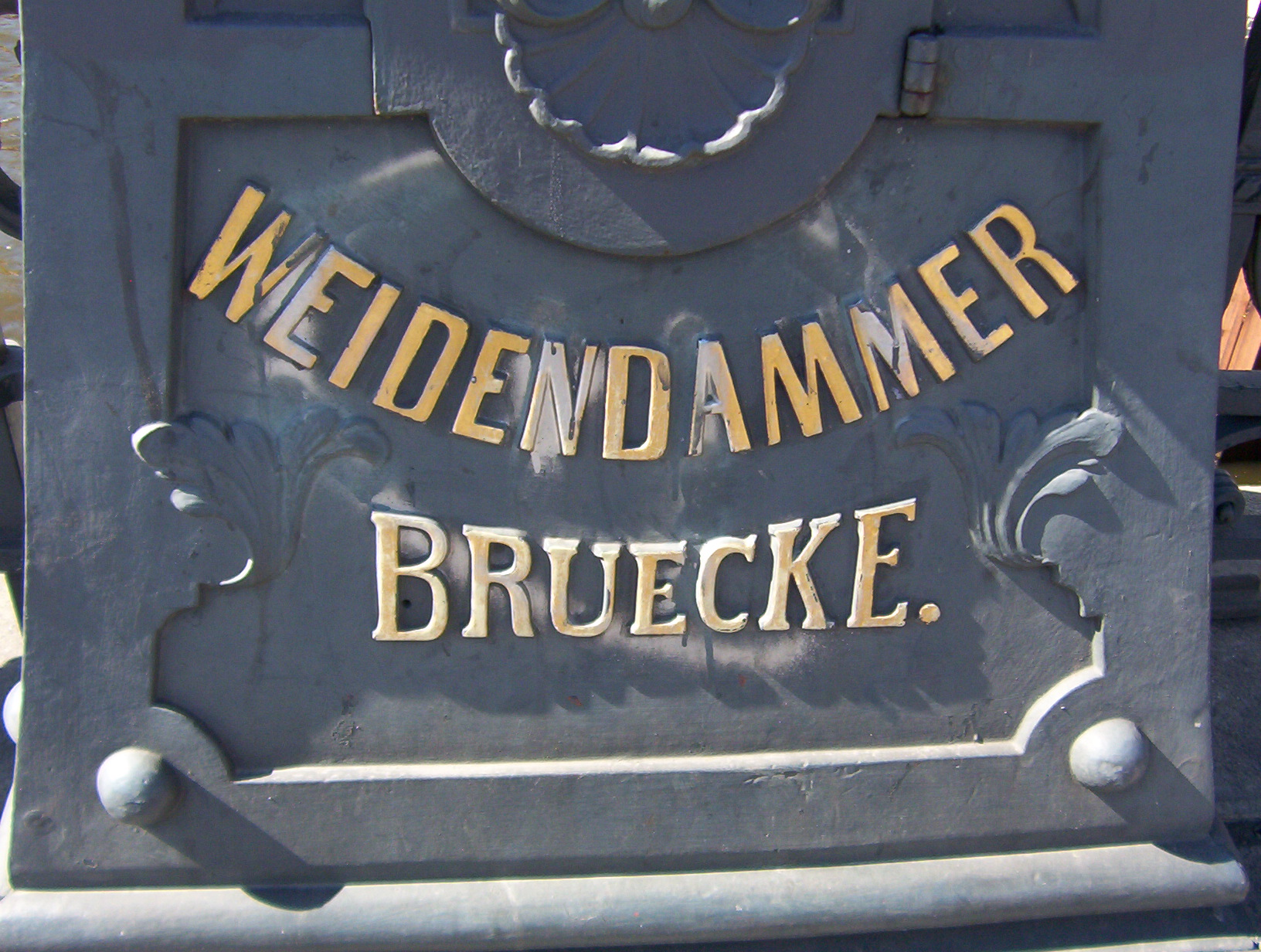

## Reisen einer Brücke
Die Gusseisen-Konstruktionen von 1824 und Teile der Behelfsbrücke von 1914 wurden in den Norden Berlins verkauft und mit einigen Änderungen mehrfach umgesetzt.
Die Gemeinde Liepe bei Oderberg kaufte Teile der ersten Eisenbrücke und errichtete damit eine Brücke über den Finowkanal. Dabei handelte es sich vermutlich nur um die angesetzten Fußgängerbrücken und die beiden spätklassizistischen Geländer. Im Zuge eines Ausbaus des Kanals wurde sie aber 1910–1912 durch einen Neubau ersetzt, der im Zweiten Weltkrieg zerstört wurde.
Die Reste der alten Weidendammer Brücke kamen 1913 nach Finow (heute: Eberswalde). Die inneren drei Bögen wurden als Treidelpfad-Brücke über den Hafen des Messingwerks bei Heegermühle verwendet. Die Brückengeländer wurden dabei durch eine schlichte Konstruktion ersetzt. Nunmehr als „Teufelsbrücke“ bekannt, sollte sie Mitte der 1980er Jahre wegen Baufälligkeit abgerissen werden. Durch aufmerksame Bürger konnte dies verhindert werden. Sie wurde unter Denkmalschutz gestellt und notdürftig baulich gesichert.
Auf der Behelfsbrücke von 1914 quert heute die Luchchaussee den Rhin zwischen Flatow und Wustrau, die im Zuge der Urbarmachung des Rhinluchs gebaut wurde.

Brücke in Liepe 1908
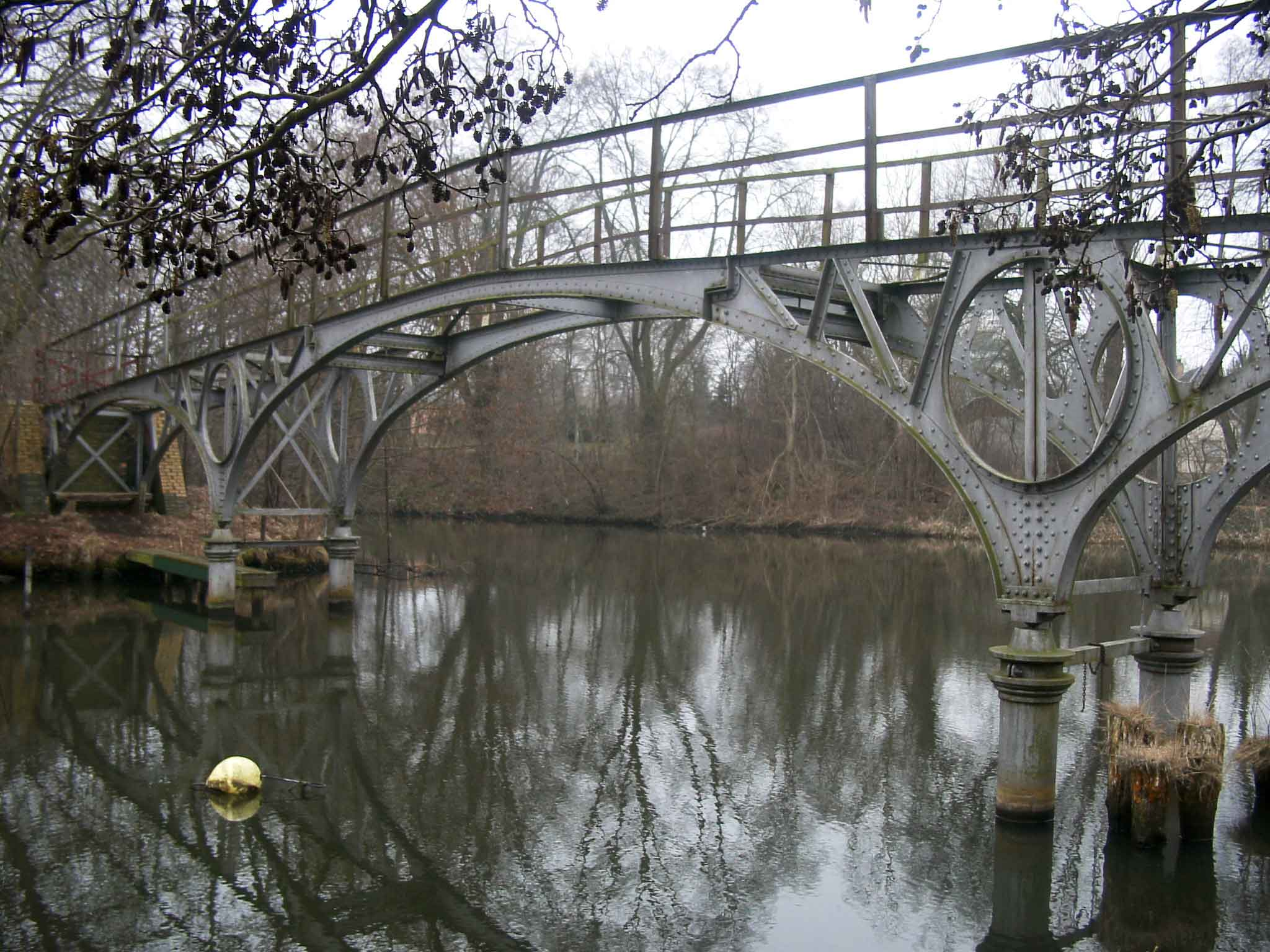
Teufelsbrücke am Finowkanal
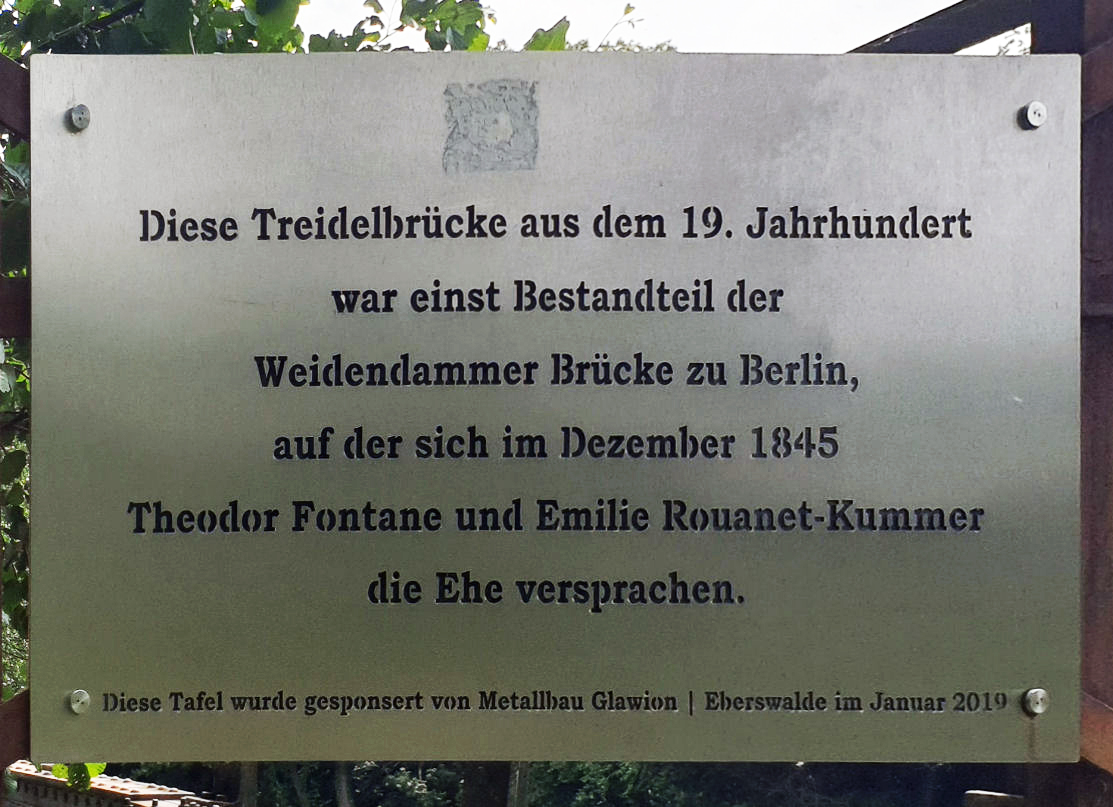
Gedenktafel in Eberswalde

## Die Brücke in der Literatur und auf einer Briefmarke
- Pünktchen und Anton von Erich Kästner: Eine Schlüsselszene wird im 6. bzw. 12. Kapitel beschrieben; „Pünktchen“, das kleine Mädchen aus reichem Haus, bettelt in zerrissener Kleidung auf der Weidendammer Brücke (also mitten im Amüsierviertel der 1920er Jahre) und verkauft Streichhölzer; auf der anderen Straßenseite verkauft ihr Freund Anton Schnürsenkel.
- Preußischer Ikarus – Wolf Biermann, der in der Nähe wohnte, bringt den Adler im Brückengeländer mit seinem Leben in Verbindung. Ein Mitte der 1970er Jahre auf der Brücke aufgenommenes Foto zeigt Biermann, wie ihm diese Adlerflügel aus den Schultern wachsen; es ist auch auf dem Einband des 1978 erschienenen gleichnamigen Gedichtbandes wiedergegeben. Zur Zeit der Aufnahme war allerdings die Kaiserkrone noch nicht wieder angebracht worden, sodass Biermann den kaiserlichen Reichsadler für den preußischen Adler hielt.
- Theodor Fontane verlobte sich hier am 8. Dezember 1845 mit Emilie Rouanet-Kummer.[17]
- Im Gedicht Großstadtmorgen (1886) von Arno Holz begegnet das lyrische Ich auf der Brücke einem Bettler, der Streichhölzer verkauft.
- Der Comic Auf dem Weg zum Berliner Ensemble (2018) von Katz & Goldt spielt auf der Brücke und zeigt die Liebesschlösser an ihrem Geländer.[18]
- In den Romanen Kairos (2021) von Jenny Erpenbeck und Der Schlaf in den Uhren (2022) von Uwe Tellkamp werden jeweils Begegnungen zentraler Figuren auf der Weidendammer Brücke geschildert und Bezüge zur Ballade vom preußischen Ikarus von Wolf Biermann hergestellt.
- Im Jahr 1985 gab das Ministerium für Post- und Fernmeldewesen der DDR eine Serie Berliner Brücken heraus, deren 35-Pfennig-Wert eine Seitenansicht der Weidendammer Brücke zeigt.

## Am Weidendamm
Die namengebende Straße liegt unmittelbar am Südufer der Spree neben der Weidendammer Brücke. Sie erhielt am 5. Januar 1839 ihren Namen, nachdem sie auf der gleichnamigen Uferbefestigung angelegt wurde. Seit 1730 bestand das Ufer an dieser Stelle aus den Trümmern des Turms der Petrikirche und Bauschutt aus der Umgebung. Als künstliche Bepflanzung wurden Weiden gewählt, die allerdings im 19. Jahrhundert der Straße weichen mussten.